# Efialtes din Trachis
Efialtes (în greacă Ἐφιάλτης, transliterat: Efialtis; după Herodot Ἐπιάλτης, Epialtes) a fost fiul lui Eurydemus din Malis. Acesta a arătat armatei persane conduse de Xerxes cel Mare (cunoscut și ca Xerxes I), o cărare peste munți la sud de Termopile care ducea în spatele taberei forțelor grecești, conduse de regele Leonidas, ajutându-i să câștige bătălia de la Termopile din anul 480 î.Hr.
Herodot menționează că și alți doi oameni au fost acuzați de aceeași trădare: Onetas din Carystus, fiu al lui Phanagoras, și Corydallus din Anticyra. Tot Herodot argumentează mai apoi că cel care a dezvăluit cărarea a fost doar Efialtes pentru că grecii (care erau cei mai în măsură să afle adevărul) nu au pus recompensă pentru cei doi, ci doar pentru „Efialtes din Trachis”. 
Efialtes s-a așteptat la o recompensă din partea perșilor, dar aceasta nu s-a mai materializat după înfrângerea lor de la Salamis. Tot după spusele lui Herodot, Efialtes a fost omorât din motive care nu aveau legătură cu trădarea de către  Athenades din Trachis⁠(en)[traduceți], în jurul anului 470 î.Hr.